# Astiphromma italicum
Astiphromma italicum är en stekelart som beskrevs av Schwenke 1999. Astiphromma italicum ingår i släktet Astiphromma och familjen brokparasitsteklar. Inga underarter finns listade.